# Peucestas
Peucestas (Grieks: Πευκέστας) was een officier van Alexander de Grote. Hij moest zichzelf als een moedig persoon hebben bewezen, want hij was de persoon die voor Alexander het heilige schild moest houden, dat hij had genomen uit de tempel van Athena in Troje. Hierdoor was hij dicht bij de koning tijdens de aanval op de hoofdstad van de Malliërs, en alle auteurs waren het erover eens dat hij het leven van Alexander had gered, hoewel ze over alle andere gebeurtenissen tijdens deze aanval verschillen van mening.
Voor zijn diensten werd hij beloond door de koning met bijna elke onderscheiding die hij hem maar kon geven. Toen Alexander aankwam in Persepolis gaf hij Peucestas de belangrijke satrapie Persis, maar hij had hem hiervoor al tot zijn lijfwacht (somatophylax) gemaakt. Te Susa was Peucestas ook de eerste van degenen die geëerd werden met kronen of goud voor hun heldendaden.
In de lente van 323 v.Chr. kwam Peucestas naar de koning in Babylon met een leger van 20.000 Perzische soldaten en was een van de aanwezigen bij Alexanders doodsbed. Hij zou niet meegedaan hebben aan de discussies die volgden na de dood van Alexander, maar bij de verdeling van de provincies die volgde behield hij Persis als zijn provincie, die hij ook behield in de tweede rijksverdeling. Hij lijkt vooral bezig te zijn geweest met het uitbreiden van de macht en invloed van zijn rijk. Dit slaagde erg goed, waardoor hij zelfs actief kon meedoen aan de oorlog tussen Antigonos en Eumenes. Hij verkreeg met algemene toestemming de leiding over alle legers gelegerd ten oosten van de Tigris. Hij wilde geen afstand doen van zijn intenties om de koers van de oorlog te leiden. Eumenes kon hem echter, door hem behendig te bewerken, kalmeren en hem in zijn alliantie houden tijdens de twee veldtochten die volgden. De satraap kon zijn trots bevredigen door het feit dat alle feesten in Persis mochten gehouden worden, terwijl Eumenes eigenlijk alle operaties in de oorlog leidde.
Maar de ramp tijdens de slag bij Gabiene, die leidde tot de overgave van Eumenes door de Zilveren Schilden, lijkt te wijten aan het wangedrag en ongehoorzaamheid van Peucestas, die een van de belangrijkste pionnen was tijdens het onderhandelen over een vredesverdrag. Zijn gedrag gedurende deze campagnes toont aan dat hij zowel het vermogen om zelf te bevelen als bevelen op te volgen ontbeerde. Antigonos besefte echter hoe gevaarlijk zijn ambitieuze karakter kon zijn en nam hem zijn satrapie af en voerde hem af als gevangene.